# Wimbledon Championships 1946
| ◄ Wimbledon Championships 1946 ► | ◄ Wimbledon Championships 1946 ► |
| --- | -------------------------------- |
| Datum: | 24. Juni – 5. Juli 1946          |
| Auflage: | 60. Wimbledon Championships      |
| Ort: | Church Road, London              |
| Belag: | Rasen                            |
| Titelverteidiger |                                  |
| Herreneinzel: | Bobby Riggs                      |
| Dameneinzel: | Alice Marble                     |
| Herrendoppel: | Bobby Riggs Elwood Cooke         |
| Damendoppel: | Sarah Fabyan Alice Marble        |
| Mixed: | Alice Marble Bobby Riggs         |
| Sieger |                                  |
| Herreneinzel: | Yvon Petra                       |
| Dameneinzel: | Pauline Betz                     |
| Herrendoppel: | Tom Brown Jack Kramer            |
| Damendoppel: | Louise Brough Margaret Osborne   |
| Mixed: | Louise Brough Tom Brown          |
| Grand Slams 1946 |                                  |
| - Australian Championships - Internationale französische Tennismeisterschaften - Wimbledon Championships - U.S. National Championships |                                  |

Die 60. Auflage der Wimbledon Championships fand 1946 auf dem Gelände des All England Lawn Tennis and Croquet Club an der Church Road statt.
Es war zunächst unsicher, ob das Turnier bereits in diesem Jahr wieder aufgenommen werden könnte. Der Center Court war durch einen Bombentreffer schwer beschädigt worden, der 1.200 Sitzplätze zerstört hatte. Auch waren Nahrungsmittel, Kleidung und Benzin noch rationiert. Doch schließlich gelang es, ein Turnier mit Spielern aus 23 Ländern auf die Beine zu stellen.
In diesem Jahr wurde keine Qualifikation gespielt.

## Herreneinzel
Der Franzose Yvon Petra besiegte im Finale Geoffrey Brown in fünf Sätzen. Petra trat als letzter Wimbledon-Sieger in langen Hosen an.

## Dameneinzel
Bei den Damen siegte Pauline Betz.

## Herrendoppel
Im Herrendoppel konnten sich Tom Brown und Jack Kramer durchsetzen.

## Damendoppel
Im Damendoppel gewannen Louise Brough und Margaret Osborne den Titel.

## Mixed
Im Mixed siegten Louise Brough und Tom Brown.

## Quelle
- J. Barrett: Wimbledon: The Official History of the Championships. HarperCollins Publishers, London 2001, ISBN 0-00-711707-8.